# Oak Valley (Teksas)
Oak Valley – miasto w Stanach Zjednoczonych, w stanie Teksas, w hrabstwie Navarro.